# 薩摩琵琶

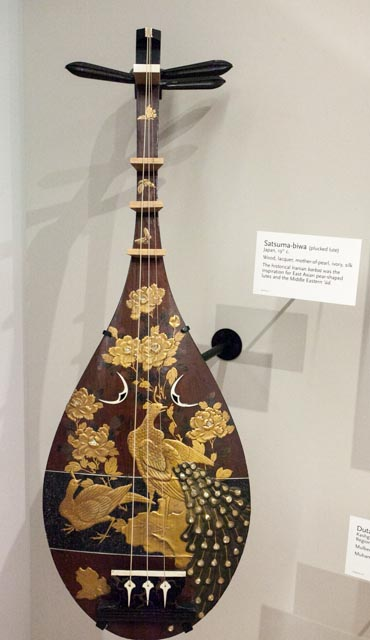
薩摩琵琶

薩摩琵琶（日语：／ Satsuma-biwa */?），為日本傳統音樂，由十二世紀的「盲僧琵琶」發展而來，演奏時以琵琶自彈自唱，並如同唐代琵琶以木撥彈奏。發源於戰國時代的薩摩藩（今 鹿兒島縣）一帶，當時的島津忠良為了教養手下武士，改造「盲僧琵琶」，並發展不少曲目，遂演變成薩摩琵琶。其本來限於薩摩一地區，而至明治維新（1868 年），由於新政府的高級宮僚中，薩摩出身者為數較多，故流傳全國。曲目內容多與戰爭有關，如平家物語的故事。而後發展出不同流派，除了傳統的“正派”外，有永田錦心創立的「錦心流」、水藤錦穣創立的「 錦琵琶」、鶴田錦史創立的「鶴田流」。

## 外部連結
- 日本洗足學園音樂大學－傳統音樂數位館－琵琶